# The Marine 5: Battleground
The Marine 5: Battleground (titulada El marino 5: Campo de batalla en Hispanoamérica y Persecución extrema 5: Campo de batalla en España) es una película de acción de 2017. Es la quinta entrega de la franquicia The Marine y en ella Mike Mizanin "The Miz" repite por tercera vez su papel de Jake Carter de The Marine 3: Homefront y The Marine 4: Moving Target. Esta es la primera película de la saga que no es distribuida por 20th Century Fox Home Entertainment.

## Sucesos
El exconvicto Cole y su cómplice Taylor matan al líder de la pandilla, Rodrigo, en un tiroteo desde un vehículo. La pandilla, al oír el tiroteo, sale corriendo del bar y dispara a la camioneta, hiriendo mortalmente a Taylor y a Cole mientras se dirigen al estacionamiento cerca del parque de diversiones y hacen una llamada de emergencia. Enfurecidos, los motociclistas comienzan a perseguir la camioneta. Mientras tanto, el exmarino Jake Carter, ahora paramédico, junto con su compañera Zoe, rescata a Ana después de que una grúa cargada de ladrillos cayera sobre su coche; Ana fallece poco después por desangrado. Al partir, reciben una llamada de socorro desde el estacionamiento.
Ambos llegan al estacionamiento y encuentran a Cole y a Taylor muertos, pero tres pandilleros llegan y los interceptan. Intentan escapar en la camioneta de Cole, pero el motor queda destrozado por los disparos. Otro pandillero, Alonzo, ordena que se entreguen quienes dispararon a Rodrigo o vendrán a matarlos. Deduciendo que Cole ha perdido mucha sangre, Zoe convence a Jake de que se estabilice. Mientras regresa a la ambulancia para recuperar el botiquín que se quedó, un pandillero, Murphy, lo intercepta, pero Jake la mata. Zoe crea una distracción para que Cole pueda esconderse a salvo, pero Deacon la deja inconsciente y la toma como rehén. Dos pisos más allá, Alonzo amenaza a Zoe con una pistola, amenazando con matarla si Jake no entrega al responsable. Jake usa el cadáver de Taylor como señuelo y se lo presenta a Alonzo y Deacon, quienes liberan a Zoe. Tras la marcha de ambos pandilleros, creyendo que el único responsable de la muerte de Rodrigo ha muerto, Zoe llama a Jake pidiéndole que le desate las manos. Alonzo y Deacon, previendo que ya podrían librarse de los dos paramédicos, le disparan a Zoe en la cabeza, pero Jake se pone a cubierto. Vincent, figura destacada, llega y Alonzo confirma que el trabajo está hecho, pero Vincent argumenta que había dos hombres. Alonzo empieza a buscar al segundo y pide refuerzos. Mientras Jake regresa con Cole, Deacon lo intercepta. Durante la pelea, Cole logra matarlo con ayuda de Cole, escondiéndose ambos en el ascensor donde más luego encuentran una salida al parque.
Tras eliminar a otro motociclista, logran escapar del estacionamiento. Se desata un tiroteo en el parque donde Jake elimina varios motociclistas de la pandilla. Cole es localizado por Alonzo y lo tortura verbalmente. Cole señala que Vincent lo obligó a matar a Rodrigo y que, de no hacerlo, su familia estaría en peligro. Vincent explica que Rodrigo era "débil" y que se alió con otras bandas. Alonzo, traicionado, apuñala brutalmente a Vincent, pero Cash, su hermano, lo detiene y él lo apuñala varias veces hasta la muerte, alegando que lo hace por la Legión Perdida. Aun así, quería eliminar a Cole. En el momento Jake aparece, elimina a los motociclistas restantes, incluyendo a Cash y rescata a Cole en su ambulancia dirigendose a una obra en construcción para pedir asistencia médica. Alonzo ya solo los persigue y deja fuera de combate a Jake tras una pelea. Cole se dirige a la azotea, mientras Alonzo amenaza a Cole, Jake reaparece y lo arroja desde la azotea matandolo. Al bajar llegan los equipos médicos y atienden a Cole.

## Reparto
- Mike Mizanin "The Miz" como Jake Carter
- Nathan Mitchell como Cole
- Anna Van Hooft como Zoe Williams
- Bo Dallas como Alonzo
- Curtis Axel como Deacon
- Heath Slater como Cash
- Naomi como Murphy
- Maryse Mizanin como Ana
- Sandy Robson como Vincent
- Yusuf A. Ahmed como Taylor
- Mark Acheson como Rodrigo

## Producción
The Marine 5: Battleground se anunció el 27 de mayo de 2016, con Mike Mizanin "The Miz" retomando su papel de Jake Carter de entregas anteriores de la franquicia, y los talentos de la WWE: Maryse Mizanin interpretando a Ana, Naomi a Murphy, Curtis Axel a Deacon, Heath Slater a Cash y Bo Dallas a Alonzo. La producción comenzó el 31 de mayo en Vancouver, Columbia Británica.
The Marine 5: Battleground se lanzó en DVD en 2017 en el Reino Unido. La película no se lanzó en Blu-ray.